# Yves Giraud-Cabantous
Marius Aristide Yves Giraud-Cabantous (8. září 1904 Paříž – 30. března 1973 Paříž) byl francouzský pilot Formule 1.
M. A. Yves Giraud-Cabantous se původně jmenoval pouze Yves Giraud své druhé příjmení získal po smrti svého otce, když se jeho matka provdala za lékaře Cabantouse.
Yves Giraud-Cabantous se začal o automobily zajímat již jako mladý a brzy začal pracovat jako mechanik v pařížském klubu Salmson, který byl znám úpravou závodních strojů, které proslavil především Robert Benoist.
Roku 1924 dostal k Vánocům od otce automobil Noel. A již na jaře roku 1925 debutoval na závodech do vrchu v Argenteuil. Salmson mu nabídl spoluvlastnictví a v nově založené společnosti Caban a Salmson začíná vyrábět své vlastní vozy. Roku 1930 vstoupil do světa supervozů. Založil francouzský národní tým a v roce 1947 zvítězil v San Remu, Montlhery a v Chimay na voze Talbot Lago. Výkony Cabantouse přesvědčily šéfa továrního týmu, který mu nabídl místo prvního pilota a hned další sezónu se stal Cabantous francouzským šampiónem.
Premiérový závod čerstvě založeného mistrovství světa ve Velké Británii dokončil na čtvrtém místě. Byl to rok krachu továrního týmu Talbot, proto spolu s Rosierem založili nový tým a jezdily se zbytkem Talbotů. Poslední roky ve formuli 1 trávil s vozy BRM, toto spojení nepřineslo výraznější úspěch a tak po velké ceně Itálie 1953 ukončil svoje působení ve formuli 1 a nadále se věnoval sportovním vozům. Ve dvanáctihodinovce v Reims spolu s Rosierem vybojoval druhé místo. Další roky už nedosáhl výraznějších úspěchů a v roce 1957 ukončil svoji závodní kariéru. Poté se věnoval své transportní firmě.
Cabantous zemřel v 30. března 1973 ve věku 68 let.

## Vítězství
- 1927 Grand Prix Frontieres at Chimay
- 1930 Bol d'Or 24Hrs
- 1947 Grand Prix Chimay
- 1947 Grand Prix Montlhery
- 1947 Grand Prix San Remo
- 1948 Grand Prix Paris

## Kompletní výsledky ve formuli 1
| Legenda k tabulce | Legenda k tabulce                                                                       |
| Barva             | Výsledek                                                                                |
| ----------------- | --------------------------------------------------------------------------------------- |
| Zlatá             | Vítěz                                                                                   |
| Stříbrná          | 2. místo                                                                                |
| Bronzová          | 3. místo                                                                                |
| Zelená            | Bodované umístění                                                                       |
| Modrá             | Nebodované umístění                                                                     |
| Modrá             | Dokončil neklasifikován (NC)                                                            |
| Fialová           | Odstoupil (Ret)                                                                         |
| Červená           | Nekvalifikoval se (DNQ)                                                                 |
| Červená           | Nepředkvalifikoval se (DNPQ)                                                            |
| Černá             | Diskvalifikován (DSQ)                                                                   |
| Bílá              | Nestartoval (DNS)                                                                       |
| Bílá              | Závod zrušen (C)                                                                        |
| Světle modrá      | Pouze trénoval (PO)                                                                     |
| Světle modrá      | Páteční testovací jezdec (TD)                                                           |
| Bez barvy         | Netrénoval (DNP)                                                                        |
| Bez barvy         | Vyřazen (EX)                                                                            |
| Bez barvy         | Nepřijel (DNA)                                                                          |
| Bez barvy         | Odvolal účast (WD)                                                                      |
| Bez barvy         | Nezúčastnil se (prázdné)                                                                |
| Označení          | Význam                                                                                  |
| Tučnost           | Pole position                                                                           |
| Kurzíva           | Nejrychlejší kolo                                                                       |
| †                 | Jezdec nedojel do cíle, ale byl klasifikován, protože odjel více než 90 % délky závodu. |
| ‡                 | Byl udělován poloviční počet bodů, protože bylo odjeto méně než 75 % délky závodu.      |
| Horní index       | Umístění bodujících jezdců ve sprintu                                                   |

| Rok  | Tým                           | Vůz            | Motor      | 1       | 2       | 3      | 4       | 5       | 6       | 7      | 8       | 9       | Umístění | Body |
| ---- | ----------------------------- | -------------- | ---------- | ------- | ------- | ------ | ------- | ------- | ------- | ------ | ------- | ------- | -------- | ---- |
| 1950 | Automobiles Talbot-Darracq SA | Talbot T26C-DA | Talbot L 6 | GBR 4.  |         | 500    | SUI Ret | BEL Ret | FRA 8   | ITA    |         |         | 13.      | 3    |
| 1950 | Automobiles Talbot-Darracq SA | Talbot T26C    | Talbot L 6 |         | MON DNS |        |         |         |         |        |         |         | 13.      | 3    |
| 1951 | Yves Giraud-Cabantous         | Talbot T26C    | Talbot L 6 | SUI Ret | 500     | BEL 5. | FRA 7.  | GBR     | GER Ret | ITA 8. | ESP Ret |         | 19.      | 2    |
| 1952 | HW Motors Ltd                 | HWM 52         | Alta L4    | SUI     | 500     | BEL    | FRA 10. | GBR     | GER     | NED    | ITA     |         | -        | 0    |
| 1953 | HW Motors Ltd                 | HWM 53         | Alta L4    | ARG     | 500     | NED    | BEL     | FRA 14. | GBR     | GER    | SUI     | ITA 15. | -        | 0    |

### Závody F1 nezapočítávané do MS
| Rok  | Grand Prix                      | Okruh             | Vůz                 | Pozice      | Výsledky |
| ---- | ------------------------------- | ----------------- | ------------------- | ----------- | -------- |
| 1946 | Coupe René le Bègue             | Saint-Cloud       | Delahaye 135 S      | 6. místo    | Výsledky |
| 1947 | Grand Prix d'Hiver              | Rommehed          | Delahaye 135 S      | Nestartoval | Výsledky |
| 1947 | Grand Prix de Stockholm         | Vallentuna        | Delahaye 135 S      | 4. místo    | Výsledky |
| 1947 | Grand Prix Pau                  | Vallentuna        | Delahaye 135 S      | 6. místo    | Výsledky |
| 1947 | Grand Prix du Roussillon        | Perpignan         | Delahaye 135 S      | 3. místo    | Výsledky |
| 1947 | Grand Prix Marseille            | Marseille         | Delahaye 135 S      | 7. místo    | Výsledky |
| 1947 | Grand Prix Nimes                | Nimes             | Talbot Lago T26     | 6. místo    | Výsledky |
| 1947 | Grand Prix Belgie               | Spa-Francorchamps | Talbot Lago T26 SS  | Nedokončil  | Výsledky |
| 1947 | Grand Prix Reims                | Reims             | Delahaye 135 S      | Nedokončil  | Výsledky |
| 1947 | Grand Prix Nice                 | Nice              | Talbot Lago T26 SS  | Nedokončil  | Výsledky |
| 1947 | Grand Prix d'Alsace             | Strasbourg        | Talbot Lago T26     | 2. místo    | Výsledky |
| 1947 | Grand Prix Comminges            | Saint-Gaudens     | Talbot Lago T26     | 2. místo    | Výsledky |
| 1947 | Grand Prix Francie              | Lyon-Parilly      | Talbot Lago 150C    | Nedokončil  | Výsledky |
| 1947 | Grand Prix Lausanne             | Lausanne          | Talbot Lago 150C    | 5. místo    | Výsledky |
| 1947 | Grand Prix du Salon             | Montlhéry         | Talbot Lago T26     | 1. místo    | Výsledky |
| 1948 | Grand Prix Pau                  | Pau               | Talbot Lago T26     | 2. místo    | Výsledky |
| 1948 | Grand Prix Národů               | Genève            | Talbot Lago 150C    | Nedokončil  | Výsledky |
| 1948 | Grand Prix Monaka               | Monte Carlo       | Talbot Lago 150C    | 6. místo    | Výsledky |
| 1948 | Grand Prix Paříže               | Montlhéry         | Talbot Lago T26     | 1. místo    | Výsledky |
| 1948 | Grand Prix San Rema             | Ospedaletti       | Talbot Lago T26     | 8. místo    | Výsledky |
| 1948 | Grand Prix Švýcarska            | Bremgarten        | Talbot Lago 150C    | 8. místo    | Výsledky |
| 1948 | Grand Prix Francie              | Reims             | Talbot Lago 150C    | Nedokončil  | Výsledky |
| 1948 | Grand Prix Comminges            | Saint-Gaudens     | Talbot Lago T26     | Nedokončil  | Výsledky |
| 1948 | Grand Prix Albi                 | Albi              | Talbot Lago T26     | Nedokončil  | Výsledky |
| 1948 | Grand Prix Itálie               | Valentino Park    | Simca Gordini T15   | Nedokončil  | Výsledky |
| 1948 | Grand Prix du Salon             | Montlhéry         | Talbot Lago T26     | 3. místo    | Výsledky |
| 1948 | Grand Prix Monza                | Monza             | Talbot Lago T26     | Nedokončil  | Výsledky |
| 1948 | Grand Prix Penya Rhin           | Pedralbes         | Talbot Lago T26     | 8. místo    | Výsledky |
| 1949 | Grand Prix Pau                  | Pau               | Talbot Lago T26C    | 6. místo    | Výsledky |
| 1949 | Grand Prix Paříže               | Montlhéry         | Talbot Lago T26C    | 2. místo    | Výsledky |
| 1949 | Grand Prix Velké Británie       | Silverstone       | Talbot Lago T26C    | Nedokončil  | Výsledky |
| 1949 | Grand Prix Francie              | Reims             | Talbot Lago T26C    | Nedokončil  | Výsledky |
| 1949 | Grand Prix du Salon             | Montlhéry         | Talbot Lago T26C    | Nedokončil  | Výsledky |
| 1950 | Grand Prix Paříže               | Montlhéry         | Talbot Lago T26C    | Nestartoval | Výsledky |
| 1950 | Grand Prix Albi                 | Albi              | Talbot Lago T26C    | Nedokončil  | Výsledky |
| 1950 | Grand Prix Nizozemska           | Zandvoort         | Talbot Lago T26C-DA | Nedokončil  | Výsledky |
| 1950 | Grand Prix Národů               | Genève            | Talbot Lago T26C    | 4. místo    | Výsledky |
| 1950 | BRDC International Trophy       | Silverstone       | Talbot Lago T26C    | 7. místo    | Výsledky |
| 1950 | Grand Prix Penya Rhin           | Pedralbes         | Talbot Lago T26     | 6. místo    | Výsledky |
| 1951 | Grand Prix Pau                  | Pau               | Talbot Lago T26C    | 4. místo    | Výsledky |
| 1951 | Grand Prix San Rema             | Ospedaletti       | Talbot Lago T26C    | Nedokončil  | Výsledky |
| 1951 | Grand Prix Bordeaux             | Bordeaux          | Talbot Lago T26C    | Nedokončil  | Výsledky |
| 1951 | Grand Prix Paříže               | Montlhéry         | Talbot Lago T26C    | Nestartoval | Výsledky |
| 1951 | Ulster Trophy                   | Dundrod           | Talbot Lago T26C    | 5. místo    | Výsledky |
| 1951 | Grand Prix Pescari              | Pescara           | Talbot Lago T26C    | Nedokončil  | Výsledky |
| 1951 | Grand Prix Bari                 | Pescara           | Talbot Lago T26C    | 5. místo    | Výsledky |
| 1952 | Grand Prix Pau                  | Pau               | HWM 52              | Nedokončil  | Výsledky |
| 1952 | Grand Prix Marseille            | Marseille         | HWM 52              | Nedokončil  | Výsledky |
| 1952 | Grand Prix Paříže               | Montlhéry         | HWM 52              | 6. místo    | Výsledky |
| 1952 | Grand Prix Albi                 | Albi              | Talbot Lago T26C    | 3. místo    | Výsledky |
| 1952 | Ulster Trophy                   | Dundrod           | Talbot Lago T26C    | Nedokončil  | Výsledky |
| 1952 | Grand Prix de la Marne          | Reims             | HWM 52              | 8. místo    | Výsledky |
| 1952 | Grand Prix des Sables d'Olonne  | Sables d'Olonne   | HWM 52              | Nedokončil  | Výsledky |
| 1952 | Grand Prix de Caen              | Caen              | HWM 52              | Nedokončil  | Výsledky |
| 1952 | Daily Mail Trophy               | Boreham           | Talbot Lago T26C    | 12. místo   | Výsledky |
| 1952 | Grand Prix Comminges            | Saint-Gaudens     | HWM 52              | 6. místo    | Výsledky |
| 1952 | Grand Prix de la Baule          | La Baule          | HWM 52              | 5. místo    | Výsledky |
| 1952 | Grand Prix de Cadours           | Cadours           | HWM 52              | 4. místo    | Výsledky |
| 1953 | Grand Prix Pau                  | Pau               | HWM 53              | Nestartoval | Výsledky |
| 1953 | Grand Prix Bordeaux             | Bordeaux          | HWM 53              | Nedokončil  | Výsledky |
| 1953 | Grand Prix Albi                 | Albi              | Talbot Lago T26C-DA | Nedokončil  | Výsledky |
| 1953 | Grand Prix de Rouen-les-Essarts | Rouen-les-Essarts | Talbot Lago T26C    | Nedokončil  | Výsledky |
| 1953 | Circuit du Lac                  | Aix les Bains     | HWM 53              | 5. místo    | Výsledky |
| 1953 | Grand Prix des Sables d'Olonne  | Sables d'Olonne   | HWM 53              | 4. místo    | Výsledky |
| 1953 | Grand Prix de Cadours           | Cadours           | HWM 53              | 7. místo    | Výsledky |

### Výsledky ze závodu 24 hodin Le Mans
| Rok  | Kategorie | Tým                   | Vůz                               | Spolujezdci                    | Umístění                             |
| 1931 | 1.1       | Yves Giraud-Cabantous | Caban Speciale                    | Roger Labric                   | nedokončil                           |
| 1932 | 1.1       | Roger Labric          | Caban Speciale                    | Roger Labric                   | 9. místo (2. ve třídě)               |
| 1937 | 1.1       | Yves Giraud-Cabantous | Chenard & Walcker                 | Charles Rigoulot               | nedokončil                           |
| 1937 | 2.0       | Yves Giraud-Cabantous | Chenard & Walcker                 | Marcel Contet, Charles Roux    | nestartoval                          |
| 1938 |           | Gaston Serraud        | Delahaye 135CS                    | Gaston Serraud                 | 2. místo                             |
| 1939 | 5.0       | Ecurie Francia        | Delahaye 135CS                    | Eugene Chaboud                 | Nedokončil                           |
| 1949 | S5.0      | Louis Villeneuve      | Delahaye 135CS                    | Marius Chanal                  | Nedokončil                           |
| 1949 |           | Amedee Gordini        | Simca Gordini                     | José Scaron                    | Nestartoval                          |
| 1950 |           | Automobiles Talbot    | Talbot T26GS                      | Eugéne Martin                  | Nestartoval                          |
| 1952 | S5.0      | Donald Healey         | Nash-Healey                       | Pierre Veyron                  | Nedokončil                           |
| 1953 |           | Nash Healey Inc       | Nash-Healey Sports                | Pierre Veyron                  | Nedokončil                           |
| 1953 |           | Nash Healey Inc       | Nash-Healey Sports                | Leslie Johnson, Bert Hadley    | Nestartoval (Tým dojel na 11. místě) |
| 1954 |           | Automobiles VP        | V.P. R166 - Renault               | Just-Emile Vernet              | Nedokončil                           |
| 1955 | S750      | Automobiles VP        | V.P. R166 - Renault               | Yves Lesur                     | Nedokončil                           |
| 1955 | S3.0      | Yves Giraud-Cabantous | Ferrari 750 Monza                 |                                | Nestartoval                          |
| 1956 | S3.0      | Automobiles Talbot    | Talbot Lago Sport 2500 - Maserati | Jean Lucas, Geoffredo Zehender | Nestartoval (Tým nedokončil)         |